# Zagoni (miasto Bijeljina)
Zagoni (cyr. Загони) – wieś w Bośni i Hercegowinie, w Republice Serbskiej, w mieście Bijeljina. W 2013 roku liczyła 619 mieszkańców.